# Ruvune
Ruvune ist einer von 21 Sektoren im Distrikt Gicumbi in der Nordprovinz von Ruanda.

## Geographie
Ruvune hat eine Fläche von 58,6 km² und liegt auf einer Höhe von etwa 1670 m. Der Sektor unterteilt sich in die sechs Zellen Cyandaro, Gashirira, Gasambya, Kabare, Rebero und Ruhondo. Nachbarsektoren sind im Norden Bwisige, im Nordosten Nyagihanga, im Osten Gatsibo, im Südosten Kageyo, im Süden Muko, im Südwesten Nyamiyaga und im Westen bis Nordwesten Rukomo.

## Bevölkerung
Nach der Volkszählung von 2022 betrug die Einwohnerzahl 21.990 Einwohner. Zehn Jahre zuvor waren es 18.962, was einem jährlichen Bevölkerungszuwachs von 1,5 Prozent zwischen 2012 und 2022 entspricht.

## Verkehr
Durch den Sektor verläuft eine Stand 2022 nicht asphaltierte District Road in Nordwest-Südost-Richtung. Gekreuzt wird diese von der asphaltierten Nationalstraße 19.